# PKB Privatbank
La PKB Private Bank SA (fino al 1998 Privat Kredit Bank AG) è una banca universale nata a Zurigo nel 1958 a vocazione domestica e internazionale e specializzata nel Private Banking. PKB completa il suo ventaglio di prestazioni con servizi di Corporate Banking e Capital Markets, settore nel quale è uno dei principali market maker indipendenti sul mercato primario delle obbligazioni in franchi svizzeri.
PKB opera in Svizzera attraverso la sede di Lugano (headquarter),  le succursali di Zurigo e Ginevra ed Alasia SA; mentre all'estero opera attraverso le affiliate Cassa Lombarda S.p.A., PKB Servizi Fiduciari S.p.A e PKB Banca Privada (Panamá), S.A.
La Holding Auriga SA della famiglia Trabaldo Togna detiene il 100% del capitale di PKB e per il suo tramite il 99,5% di Cassa Lombarda SpA di Milano. Il Gruppo PKB, includendo Cassa Lombarda, conta oltre 400 professionisti. La sola PKB conta oltre 200 professionisti. La famiglia Trabaldo Togna garantisce la sua stabilità da decenni.
La Direzione Generale di PKB è composta da cinque membri tra cui il Chief Executive Officer: Luca Venturini, mentre il Consiglio di Amministrazione presieduto da Umberto Trabaldo Togna è composto da sette membri.
Il Gruppo PKB, includendo Cassa Lombarda, amministra fondi per la clientela per circa CHF 12 Miliardi. Il Tier 1 Capital Ratio di PKB è superiore al 29%, ovvero oltre il doppio del livello minimo richiesto per legge. Analoga situazione si registra anche a livello di Gruppo.